# Многонационална бригада „Югоизточна Европа“
Многонационална бригада „Югоизточна Европа“ (на английски: South-Eastern Europe Brigade), съкратено МБрЮИЕ (SEEBRIG), е многонационална военна част, чиято цел е мироопазване.

## История
На 26 септември 1998 г. в Скопие министри на отбраната на страни от Югоизточна Европа подписват Споразумение за създаване на Многонационални мирни сили в Югоизточна Европа (ММСЮИЕ). Подписано е от Албания, България, Гърция, Италия, Република Македония, Румъния и Турция.
Бригадата съгласно споразумението е създадена в Пловдив от 31 август 1999 г. Премествана е в Кюстенджа, Румъния (2003), Истанбул, Турция (2007), Тирнавос, Гърция (2011), Куманово, Северна Македония (2020).

## Структура
Личният състав на бригадата е от 5000 души. Структурата на бригадата включва: командване и щаб, щабна и свързочна роти, бойни подразделения, поддържащи подразделения, батальон за осигуряване и обслужване. Щабът на бригадата наброява във военно време 105 офицери, сержанти, войници и военни служители. В мирно време се състои от 34 души (1 бригаден генерал, 3 полковници, 12 подполковници, 3 майори, 1 капитан, 14 сержанти).
Всяка страна участва с определен вид военни формирования:
- Албания – с 1 пехотна рота, 1 инженерна рота, елементи от батальон за осигуряване и обслужване;
- България – с 1 механизиран пехотен батальон (38 мб от 2 тунджанска бригада), 1 инженерна рота, 1 инженерен взвод (2 тунджанска бригада), елементи от батальон за осигуряване и обслужване;
- Гърция – с 1 механизиран пехотен батальон, 1 инженерна рота, елементи от тактическа част за въздушен контрол (TACP), елементи от батальон за осигуряване и обслужване;
- Северна Македония – с 1 механизирана пехотна рота, 1 инженерен взвод и елементи от батальон за осигуряване и обслужване,
- Румъния – с 1 механизиран пехотен батальон, 1 инженерна рота, 1 разузнавателен взвод, елементи от батальон за осигуряване и обслужване,;
- Турция – с 1 механизиран пехотен батальон, 1 инженерна рота, 1 артилерийска батарея, 1 разузнавателна рота, елементи от тактическа част за въздушен контрол, елементи от батальон за осигуряване и обслужване.

## Командири
- бригаден генерал Хилми Зорлу (Турция, 1999 – август 2001 г.)
- бригаден генерал Андреас Кузели (Гърция, 31 август 2001 – юли 2003 г.)
- бригаден генерал Джовани Сулис (Италия, 25 юли 2003 – 2005 г.)
- бригаден генерал Нейко Ненов (България, 4 май 2005 – юни 2007 г.)
- бригаден генерал Виргил Балачану (Румъния, 1 юли 2007 – 2009 г.)
- бригаден генерал Зибер Душку (Албания, 2009 – 2011 г.)
- бригаден генерал Здравко Поповски (Северна Македония, 14 юли 2011 – 2013 г.)
- бригаден генерал Алптекин Тартъкъ (Турция, 19 – 30 август 2016 г.)
- бригаден генерал Фарут Метин (Турция, 17 октомври 2016 – 2017 г.)
- бригаден генерал Тудорика Петраке (Румъния, 2017 – 2020 г.)
- бригаден генерал Аристеидис Илиопулос (Гърция, 2020 – 2022 г.)
- бригаден генерал Евангелос Митруцикос (Гърция, от 2022 г.)[2]